# ディヴィッド・ブリュースター
サー・ディヴィッド・ブルースター （Sir David Brewster、1781年12月11日 - 1868年2月10日）は、スコットランドの科学者。

## 人物・来歴
スコットランドのジェドバラに教師の家に生まれた。聖職者になるためにエディンバラ大学へ送られたが、自然科学の道に入った。
光学の分野で多くの業績がある。ブルースターの業績には偏光角（ブルースター角）と屈折率の関係の発見（ブルースターの法則）、二軸結晶（光学軸を二つ持つ結晶）、色の三原色（赤、青、黄）の定義、アイザック・ニュートンの伝記の執筆などがある。実用的な分野では灯台の改良をおこなっている。

## 年譜
- 1781年12月11日 - スコットランドのジェドバラに教師の家に生まれた。
- 1815年 - 王立協会の会員に選出され[1]、コプリ・メダルを受賞した。
- 1816年 - 当時35歳のブルースターは、偏光角（ブルースター角）の実験の途中に、万華鏡を再発見した。
- 1817年 - 万華鏡の特許を取得。
- 1818年 - ランフォード・メダルを受賞。
- 1849年 - セント・アンドルーズ大学の総長に就任。
- 1859年 - 母校のエディンバラ大学の総長に任命。